# 露丝·布朗

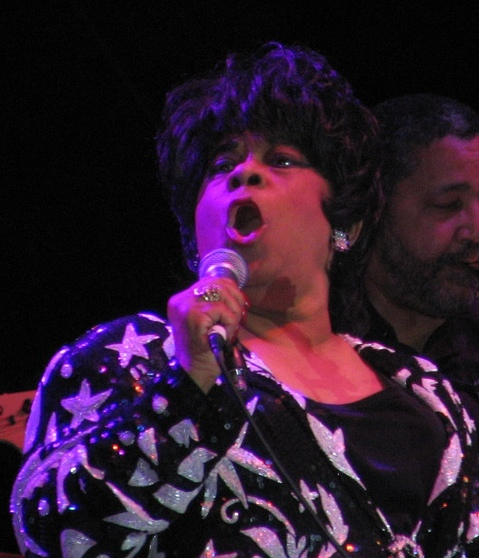
露丝·布朗

露丝·布朗（英語：Ruth Brown，1928年1月12日—2006年11月17日），女，美国歌手、演员。曾获得托尼奖最佳音乐剧女主角。